# Wish You Were Here (álbum de Badfinger)
Wish You Were Here es el sexto  álbum de estudio de la banda de rock británica Badfinger y su tercer álbum consecutivo producido por Chris Thomas. Grabado en la primavera de 1974 en Colorado Caribou Ranch y publicado en noviembre de ese mismo año en Warner Bros. Records. Wish You Were Here fue el segundo y el último álbum que la banda publicaría en la editora Warner.

## Historia
A pesar de que el álbum recibió una revisión favorable en la revista Rolling Stone y a veces es considerado el mejor trabajo de la banda, éste fue retirado de las tiendas a principios de 1975, siete semanas después de su publicación, debido a una demanda judicial entre la productora de música Warner y la gerencia de Badfinger. El breve ciclo de fabricación del álbum y la corta duración en el mercado han hecho del elepé original relativamente raro.
Antes de ser retirado, Wish You Were Here tuvo tiempo suficiente para trazar un gráfico, alcanzando el número 148 en los Estados Unidos. En la década de 1990 fue relanzado en formato de CD solo en Japón y Alemania. El álbum finalmente se publicó en CD en los EE. UU. En 2007. Muchas de las pistas han aparecido en álbumes de recopilación de Badfinger.
Después de completar Wish You Were Here, Pete Ham decidió abandonar Badfinger; fue reemplazado por el teclista/guitarrista Bob Jackson. Aunque, después de que Warner indicara que abandonaría la banda si Ham se retiraba, aceptó regresar, y Badfinger completó una gira como un grupo de cinco integrantes. Después de esta gira, Joey Molland renunció a la banda.
El siguiente lanzamiento de Badfinger fue el álbum de la reunión Ham–Evans titulado Airwaves en 1979. Ham, Evans, Gibbins y Jackson grabaron un álbum titulado Head First en diciembre de 1974 antes de que Pete Ham se ahorcara en abril de 1975. El último álbum fue el séptimo y último el núcleo original de Ham–Evans–Gibbins que se remonta a la década de 1960, cuando el grupo era conocido como Iveys. Aunque, Head First no fue lanzado hasta el año 2000 debido a nuevas demandas entre Warner Bros. y la gerencia de Badfinger.

## Listado de temas
| Lado 1 |                                         |          |  |
| N.º    | Título                                  | Duración |  |
| 1.     | «Just a Chance» (Pete Ham)              | 2:58     |  |
| 2.     | «Your So Fine» (Mike Gibbins)           | 3:03     |  |
| 3.     | «Got to Get Out of Here» (Joey Molland) | 3:31     |  |
| 4.     | «Know One Knows» (Pete Ham)             | 3:17     |  |
| 5.     | «Dennis» (Pete Ham)                     | 5:15     |  |

| Lado 2 |                                                            |          |  |
| N.º    | Título                                                     | Duración |  |
| 1.     | «In the Meantime/Some Other Time» (Gibbins/Molland)        | 6:46     |  |
| 2.     | «Love Time» (Joey Molland)                                 | 2:20     |  |
| 3.     | «King of the Load (T)» (Tom Evans)                         | 3:32     |  |
| 4.     | «Meanwhile Back at the Ranch/Should I Smoke» (Ham/Molland) | 5:18     |  |

## Personal
- Pete Ham – Voz, guitarra, teclados
- Joey Molland – Voz, guitarra
- Mike Gibbins – Batería, teclados, voz principal en "In the Meantime"
- Tom Evans – Voz, bajo

Músicos adicionales
- Average White Horns – cuernos en "Just a Chance" y "Should I Smoke"
- Mika Kato – Palabras dichas en japonés en "Know One Knows" (sin acreditar)